# فريدريشسدورف
فريدريشزدورف (بالألمانية: Friedrichsdorf) هي بلدة، مدينة، Gemarkung و بلدة ألمانية تقع في ألمانيا في هوختاونوسكرايس. يقدر عدد سكانها بـ 24,483 نسمة .

## المدن التوأمة
مدن هويلز و Chesham هي مدن توأمة لـفريدريشزدورف.

## معرض صور

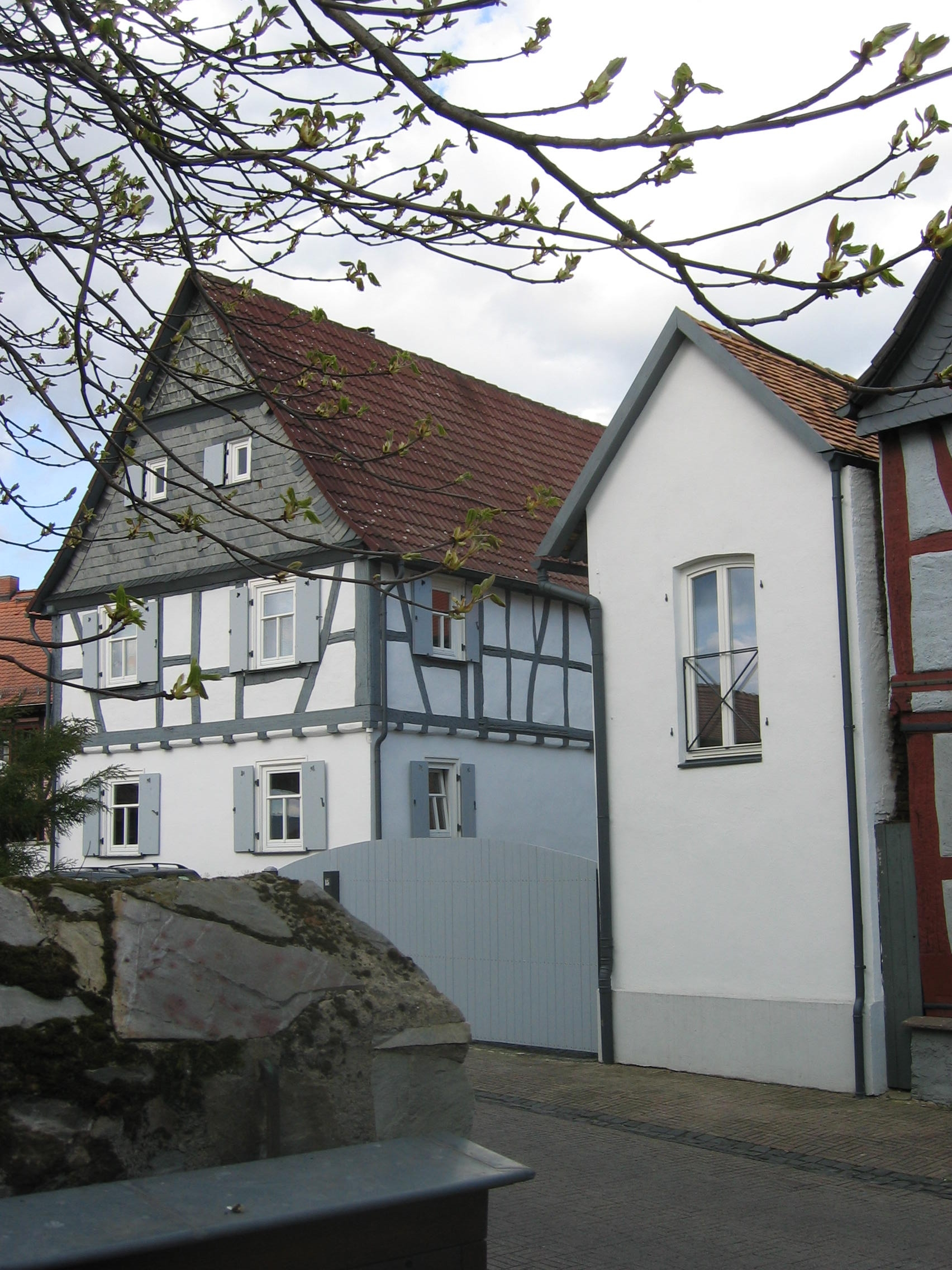
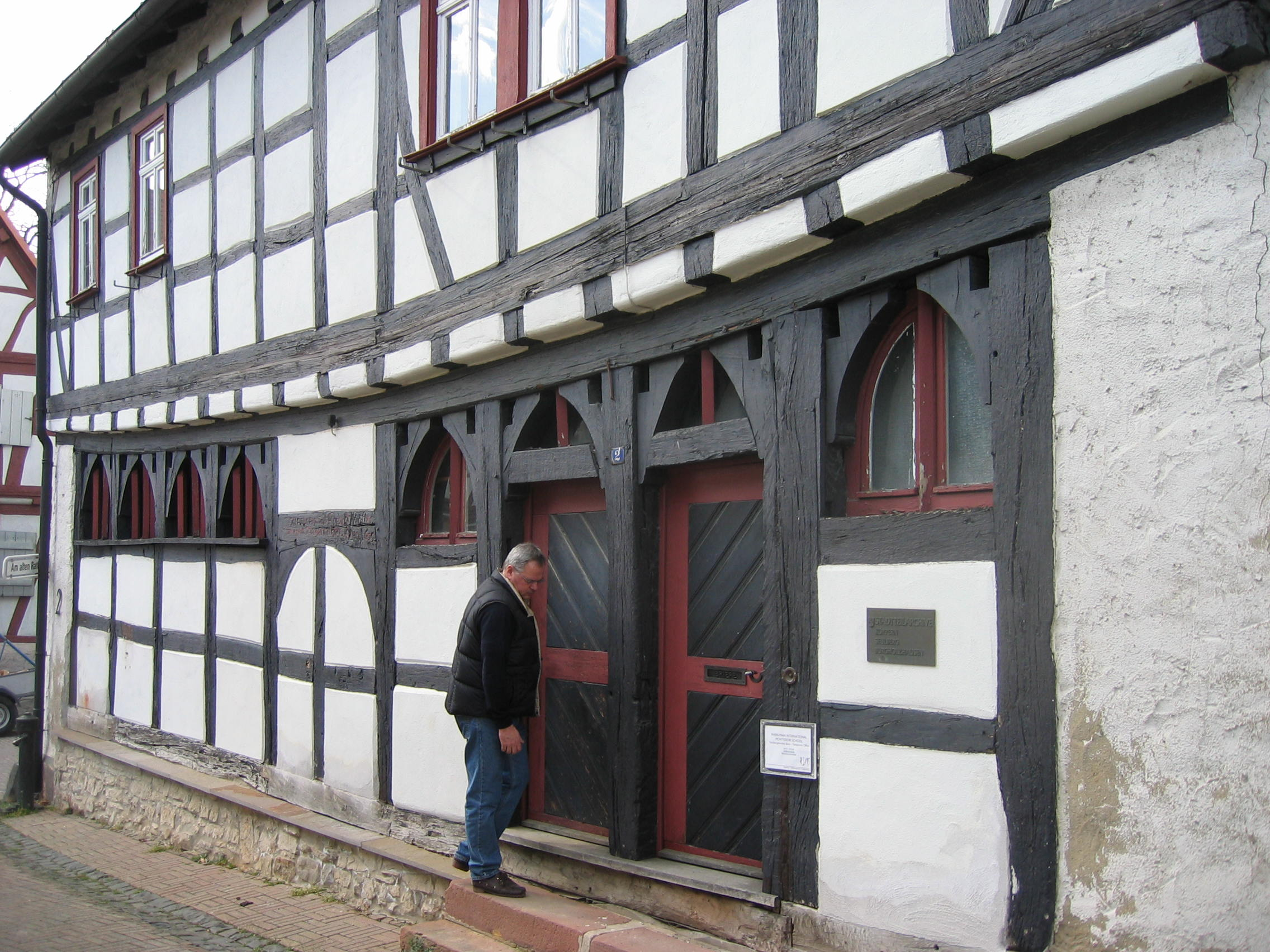
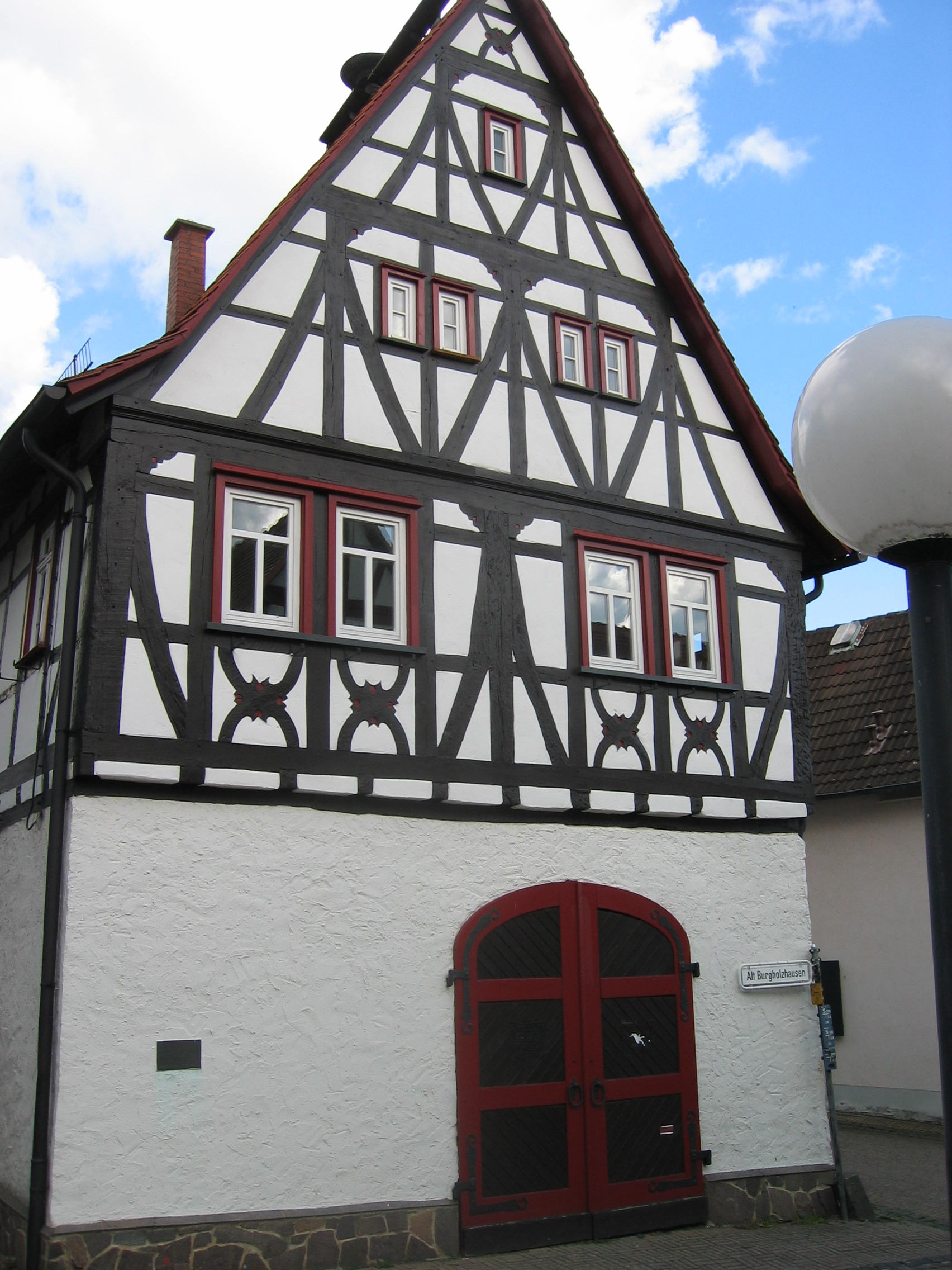

## أعلام
- يوهان فيليب ريس
- كارل ويلي فاغنر
- ماري شارلوته بلان